# کازونو، آکیتا
کازونو، آکیتا از شهرهای استان آکیتا ژاپن است که جمعیت آن در ۱ ژانویه ۲۰۰۸ ۳۵٬۵۴۳ نفر بوده‌است.